# 4.48 Psychose
4.48 Psychose ist das fünfte und letzte Stück der britischen Dramatikerin Sarah Kane. Es wurde nach dem Tod der Autorin im Royal Court Jerwood Theatre Upstairs im Juni 2000 unter der Regie von James Macdonald uraufgeführt.

## Handlung
Kane führt keine handelnden Personen auf. 4.48 Psychose ist eine Aneinanderreihung von Monologen, Zahlenketten und Dialogen ohne Rollenverteilung. Das Stück beschreibt die Erfahrungen einer Person mit depressiven Schüben, Suizidversuchen und therapeutischer Behandlung. Den Text durchströmt eine dichte Bilderwelt; der Leser oder Zuschauer wird mit der Wahrnehmung des depressiven, psychotischen Bewusstseins konfrontiert. Dementsprechend fragmentiert erscheint der Text des Stückes. Es treten zwar Beschreibungen von Handlungen, von Diagnosen und von Dialogen auf, doch lassen sich diese in keinen gültigen chronologischen Ablauf setzen.

## Form
Sarah Kane gelingt es, in zerstückelter, fragmentierter Weise dem Text eine Logik zu verleihen. Der Titel bezeichnet den Moment der klarsten Wahrnehmung, den die Autorin in ihrer letzten depressiven Phase regelmäßig um 4:48 Uhr morgens erfuhr. Befreit vom Einfluss ruhig stellender Medikamente fühlte sie sich zu klaren Gedanken und Artikulationen fähig. Bemerkenswert ist in diesem Kontext, dass Kane das Stück in der Zeit eines heftigen depressiven Schubs schrieb. Der Leser oder Zuschauer erhält also Einblick in das wahnhafte Bewusstsein einer Figur, das teilweise sicherlich mit dem der Autorin gleichzusetzen ist. Eine einheitliche Form in der Sprache lässt sich durch die abrupten Wechsel von Monolog zu Dialog zu Zahlen- und Wortketten nicht ausmachen.

## Inszenierungen
James Macdonald ließ in der Uraufführung den Text von drei Personen – zwei Frauen und einem Mann – spielen. Der Aufführung wurde eine besondere Aufmerksamkeit zuteil, nachdem die Autorin kurz nach Fertigstellung des Stückes den Freitod gewählt hatte.
Nach der Uraufführung von 4.48 Psychosis im Royal Court 2000 hat es verschiedene Inszenierungen von „4.48 Psychose“ gegeben: unter anderem am BAM Harvey Theater in Brooklyn (Oktober 2003), am Old Red Lion (Tangram Theatre, 2006), Arcola Theatre (2006), dem Young Vic (Sommer 2009), dem Barbican (TR Warszawa, Ostern 2010), Access Theatre (Raw Theatre Group, Ostern 2010), The Theatre Project (Off Off-Broadway – The Red Room, Sommer 2010), ADC Theatre (Oktober 2010), York Theatre Royal (März 2011) und der Sittingbourne Community College Theatre Company (2011). Die deutsche Erstaufführung hatte Premiere am 7. November 2001 an den Münchner Kammerspielen. Regie: Thirza Bruncken. Am 21. Januar 2012 brachte Johan Simons das Stück zusammen mit den zwei anderen Arbeiten von Sarah Kane, Gier und Gesäubert erneut an den Kammerspielen München heraus.

## Rezension und Rezeption
Bemerkt wurde die Spaltung eines Menschen in Opfer, Täter und Zuschauer – dargestellt durch die drei Schauspieler. Gemeinhin wird 4.48 Psychose als schlüssiger Abschluss des Schaffens von Sarah Kane gesehen – die Auflösung der Perspektiven und die verzweifelte Suche nach Liebe und einer Lösung der Begierde (wie auch exzessiv in Gier thematisiert) finden ein Ende in der physischen Auflösung sowohl der Person im Stück als auch der Autorin selbst.
Michael Billington vom Guardian fragte, wie man eine ästhetische Note aus einem 75-minütigen Abschiedsbrief ziehen könne, und attestierte dem Stück eine ähnliche Kompromisslosigkeit wie dem Leben Kanes. Charles Spencer vom Telegraph sah darin einen Schmerzenschrei als Akt künstlerischem Heldentums. David Greig gab zu beachten, dass das Stück in dem schmerzhaften Bewusstsein verfasst wurde, dass es erst posthum aufgeführt werden würde.

## Adaption
Eine von der Kritik positiv aufgenommene Inszenierung in polnischer Übersetzung mit englischen Untertiteln wurde 2008 beim Edinburgh International Film Festival durch die polnische Theatergesellschaft TR Warszawa aufgeführt. In dieser Inszenierung wurde Magdalena Cielecka von mehreren Mitgliedern der TR Warszawa unterstützt. Das Stück war eine überarbeitete Wiederaufnahme der polnischen Uraufführung in Warschau. Der indische Regisseur Arvind Gaur inszenierte 4.48 Psychose 2005 als Einpersonenstück mit der britischen Schauspielerin Ruth Sheard in der Hauptrolle.
Die Version des deutschen Regisseurs Kay Voges, die am 3. Mai 2014 Premiere feierte, arbeitet zusätzlich zu zwei Schauspielern und einer Schauspielerin mit deren Körperdaten, die über spezielle Sensoren abgenommen werden und danach in Video und Musik umgesetzt werden und so das Stück um eine vorher nicht darstellbare Ebene erweitern. Die Schauspieler spielen dabei in einem von allen 4 Seiten angestrahlten, halbdurchlässigen Videokubus.
Ein Teil des Textes wurde von der Popgruppe Tindersticks auf dem Album „Waiting for the Moon“ (2003) vertont. Die schwedische Band Aktiv Dödshjälp veröffentlichte ein Album mit dem Titel 4:48, das auf dem Drama basierte.
Ulrich Rasche brachte das Stück 2022 im Deutschen Theater Berlin in einer Neuübertragung von Durs Grünbein auf die Bühne.